# Eutrepsia tortricina
Eutrepsia tortricina är en fjärilsart som beskrevs av Druce 1893. Eutrepsia tortricina ingår i släktet Eutrepsia och familjen mätare. Inga underarter finns listade i Catalogue of Life.